# FA 2000
Frederiksberg Alliancen 2000, kortweg FA 2000 is een Deense voetbalclub uit de wijk Frederiksberg in hoofdstad Kopenhagen. De oprichting in 2000 kwam tot stand na een fusie tussen B 1972, Boldklubben Dalgas en Frederiksberg Kammeraternes IF. De traditionele kleuren van de amateurclub zijn blauw en wit.